# Am Stadtpark (Fürth)

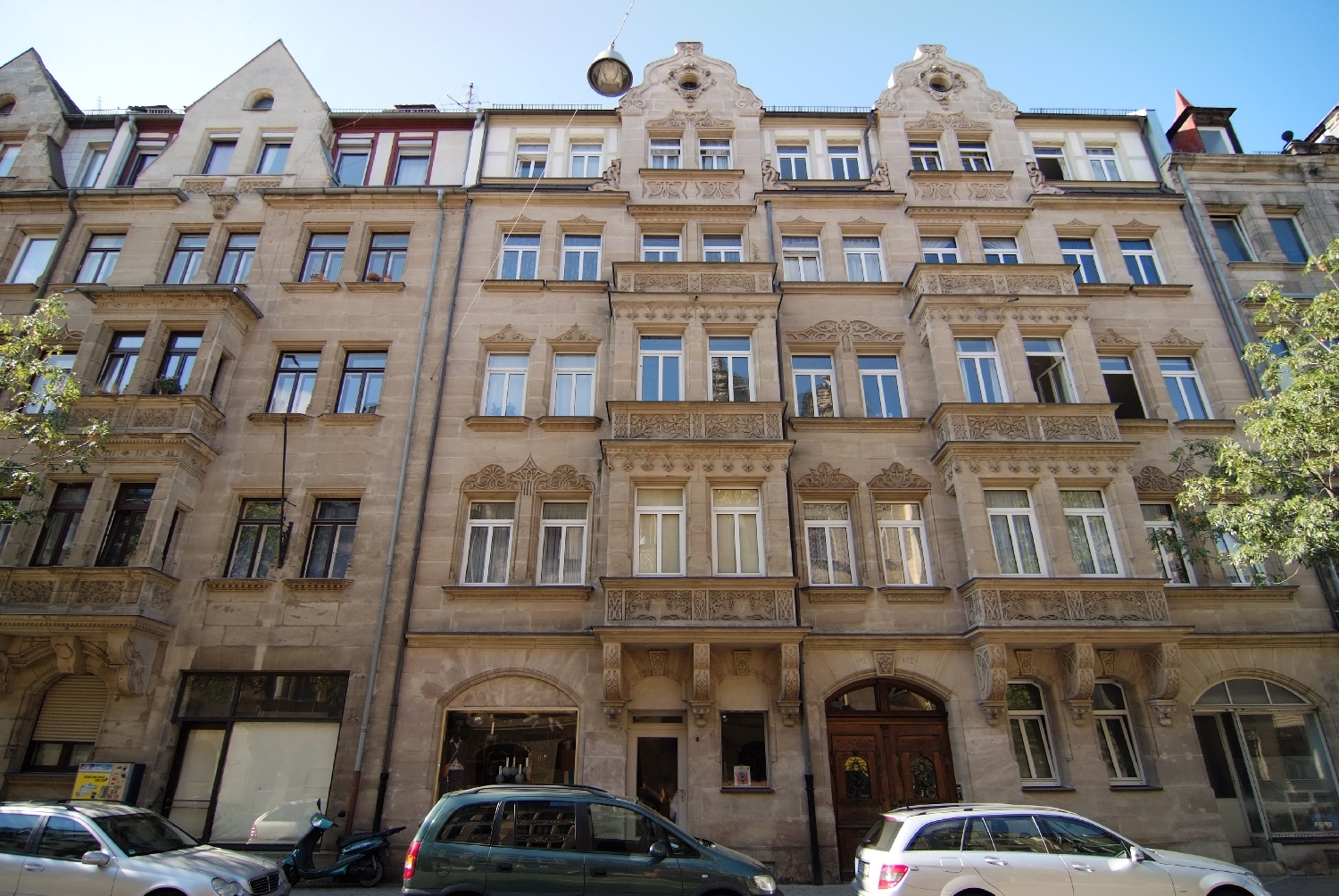
Gründerzeitliche Bebauung mit Sandsteinfassaden, Nürnberger Straße

Am Stadtpark ist ein Stadtteil der kreisfreien Stadt Fürth in Mittelfranken. 

## Geografie
Der Stadtteil liegt Südosten von Fürth. Am Stadtpark grenzt an die anderen Stadtteile Espan im Norden, an die Innenstadt im Westen und die Südstadt im Süden. Im Osten grenzt der Stadtteil an den Nürnberger Stadtbezirk Muggenhof.
Den nördlichen Teil seiner Grenze bildet die Pegnitz, den südlichen der Schienenverkehr der U-Bahn. Außerdem befinden sich hier die U-Bahnhöfe „Jakobinenstraße“ und weiter östlich „Stadtgrenze“.
Im nordwestlichen Teil des Bezirks liegt der Fürther Stadtpark, mit der Freilichtbühne und dem Rundfunkmuseum Fürth.

## Architektur
Der Stadtteil wird durch ein Gründerzeitviertel geprägt.